# Leteći cirkus Montyja Pythona
Leteći cirkus Montyja Pythona BBC-eva je humoristična serija britanske komičarske skupine Monty Python. Serija je poznata po nadrealističnom, netipičnom humoru temeljenom na asocijacijama, vizualnim gegovima i skečevima bez riječi.
Prva epizoda snimljena je 7. rujna, a prikazana 5. listopada 1969. godine na prvom programu BBC-ja. Ukupno je do 1974. snimljeno 45 epizoda.
Serija je često ismijavala idiosinkraziju britanskog života (pogotovo profesionalaca) i ponekad se doticala politike. Članovi skupine visoko su obrazovani (Terry Jones i Michael Palin diplomirali su na Sveučilištu u Oxfordu; Eric Idle, John Cleese i Graham Chapman studirali su u Cambridgeu; usto, Cleese je studirao pravo, a Chapman je bio liječnik) te su njihove šale bile naglašeno intelektualne, s mnogim aluzijama na filozofe i likove iz književnosti. Skupini je uspjelo oblikovati takvu vrstu humora koju je bilo praktično nemoguće svrstati u određenu kategoriju, pa je za takav humor skovan pridjev "pajtonovski".

## Vanjske poveznice
- Službena stranica skupine Monty Python (engl.)
- Leteći cirkus Montyja Pythona u internetskoj bazi filmova IMDb-a